# Bourrée fantasque
La Bourrée fantasque est une pièce pour piano composée par Emmanuel Chabrier en 1891. C'est la dernière œuvre pour l'instrument publiée du vivant de l'auteur.

## Présentation
La Bourrée fantasque est dédiée à Édouard Risler, pianiste et ami du compositeur. Chabrier lui écrit dans une lettre datée du 12 mai 1891 :
« Je vous ai fabriqué un petit morceau de piano que je crois assez amusant et dans lequel j’ai compté près de 113 sonorités différentes. »
Elle a été créée le 7 janvier 1893 à Paris par Mme Henry Jossic (Madeleine Jaeger) à un concert de la Société nationale de musique.

## Analyse
L’œuvre emprunte une partie de son titre à la bourrée et est construite autour de deux thèmes. Le premier, noté très animé, avec beaucoup d'entrain, et marcatissimo, avec ses nombreuses notes répétées et son allure dynamique, possède une couleur martelée et populaire qui évoque la danse campagnarde. Le second, noté molto espressivo, possède un tout autre caractère, de grande douceur, et une indécision mélodique qui finit par se résoudre en plénitude lyrique. Tandis que le début de la pièce est en ut mineur mais teinté de modalisme du fait de la sensible non altérée, le second thème est en fa majeur mais très chromatique, et après diverses modulations expressives, la fin est en ut majeur, « dans un joyeux tintamarre ».
Son exécution demande environ six minutes. 

## Commentaires
Pour Alfred Cortot, « on n’avait point encore écrit pour le piano de cette manière, en lui prêtant des ressources orchestrales insoupçonnées, en utilisant les timbres pour caractériser les rythmes, en libérant le pouvoir rayonnant de la pédale. Autant, sinon plus qu’España, ce court divertissement de piano aura mis les compositeurs sur la voie d’une nouvelle technique de la couleur musicale ».
François-René Tranchefort rappelle quant à lui que Poulenc considérait que Chabrier innovait ici dans le domaine pianistique « autant que les Études de Debussy, ou de Gaspard de la nuit de Ravel ».
Guy Sacre synthétise ces appréciations en écrivant que « c'est la pièce qui résume Chabrier, un chef-d’œuvre de rythmes, de timbres, de couleurs, où le piano rivalise avec l'orchestre ».

## Orchestrations
Chabrier a fait une première esquisse d'orchestration qu'il n'a pas achevée. L'une des versions orchestrales les plus jouées est celle de Felix Mottl, exécutée pour la première fois le 27 mars 1898 à Paris sous sa direction, à la tête de l'orchestre Lamoureux. Une autre version est celle réalisée par Charles Koechlin et créée le 14 mars 1924 par l'orchestre de la Société des concerts du Conservatoire sous la direction d'Albert Wolff et enregistrée en 2012 chez Hänssler par le Radio-Sinfonieorchester Stuttgart des SWR sous la direction de Heinz Holliger. À l'occasion du centenaire de la mort du compositeur, Robin Holloway complète l'orchestration originale de Chabrier : la première exécution de cette nouvelle version est donnée à Londres le 8 février 1994 par l'English Northern Philharmonia sous la direction de Paul Daniel.

## Ballets
- Jean-Jacques Etchevery en a fait une chorégraphie pour l'Opéra-Comique en 1946[9].
- George Balanchine en a fait une chorégraphie pour le New York City Ballet en 1949[10].

## Autres instrumentations
Il existe également un arrangement de la pièce pour piano à quatre mains dû au compositeur, ainsi qu'une version pour deux pianos (à 4 mains) par Édouard Risler.

## Discographie

### Pour piano
- Piano music by Emmanuel Chabrier, Angela Hewitt, Hyperion records, 2006[11]
- Chabrier, Piano Works Vol. 1, Georges Rabol, Naxos, 1994[12]
- Emmanuel Chabrier, Œuvres pour piano, Alain Planès, Harmonia mundi, 1993 (2002)
- Chabrier, L’œuvre pour piano, Alexandre Tharaud, Arion, 1998

### Pour orchestre
- Chabrier : Orchestral works, Orchestre de la Suisse romande, Neeme Järvi (dir.), Chandos records, 2013[13]
- Charles Koechlin, Magicien orchestrateur, Radio-Sinfonieorchester Stuttgart des SWR, Heinz Holliger (dir.), Hänssler, 2012